# 33 Ceti
33 Ceti är en misstänkt långsam irreguljär variabel av LB-typ (LB:) i stjärnbilden Valfisken.
33 Ceti varierar mellan fotografisk magnitud +7,1 och 9,0 utan någon fastställd periodicitet. Den befinner sig på ett avstånd av ungefär 770 ljusår.